# Compsobuthus persicus
Espèce
Compsobuthus persicus est une espèce de scorpions de la famille des Buthidae.

## Distribution
Cette espèce est endémique d'Iran. Elle se rencontre dans les provinces de Bouchehr, de Fars et du Hormozgan.

## Description
Le mâle holotype mesure 28 mm et la femelle paratype 37 mm.

## Étymologie
Son nom d'espèce lui a été donné en référence au lieu de sa découverte, la Perse.

## Publication originale
- Navidpour, Soleglad, Fet & Kovařík, 2008 : « Scorpions of Iran (Arachnida, Scorpiones). Part II. Bushehr Province. » Euscorpius, no 67, p. 1-33 (texte intégral).